# Bảo tàng Lực lượng Tăng - Thiết giáp
Bảo tàng Lực lượng Tăng - Thiết Giáp, thường gọi tắt là Bảo tàng Tăng Thiết giáp, là một bảo tàng quân sự tại số 108 Hoàng Quốc Việt, phường Nghĩa Đô, quận Cầu Giấy, Hà Nội. Đây là bảo tàng trực thuộc Cục Chính trị, Binh chủng Tăng-Thiết giáp, Quân đội nhân dân Việt Nam, được thành lập ngày 12 tháng 9 năm 1995, làm nhiệm vụ nghiên cứu, sưu tầm, kiểm kê, trưng bày, tuyên truyền giới thiệu các tài liệu, hiện vật có giá trị lịch sử, văn hóa, khoa học cho binh chủng Tăng Thiết giáp Việt Nam.

## Các khu trưng bày theo chủ đề
1. Những năm tháng đầu tiên xây dựng lực lượng Tăng - Thiết Giáp (1959 - 1965).
2. Bộ đội Tăng - Thiết Giáp cùng quân dân cả nước đánh bại chiến lược "chiến tranh cục bộ" của Mỹ ở miền Nam và chiến tranh phá hoại của Mỹ ở miền Bắc (1965 - 1968).
3. Bộ đội Tăng - Thiết Giáp nâng cao sức mạnh chiến đấu và tham gia chiến đấu thắng lợi (1969 - 1974).
4. Bộ đội Tăng - Thiết Giáp trong cuộc Tổng tiến công và nổi dậy Xuân 1975.
5. Bộ đội Tăng - Thiết Giáp trong sự nghiệp xây dựng và bảo vệ Tổ quốc (1975 đến nay).

## Hiện vật quan trọng
Bảo tàng trưng bày ngoài trời gồm 2 chiếc xe tăng là chiếc xe tăng 843 và 995 của Binh chủng Tăng-Thiết giáp, Quân đội nhân dân Việt Nam.